# Forêt de Dirac
La forêt de Dirac est un vaste massif boisé de la Charente, en France, située au sud-est d'Angoulême.

## Géographie
Elle est située à 15 km sud-est d'Angoulême et couvre principalement la commune de Dirac, mais aussi quelques petites parties des communes de Dignac, Garat, Torsac, Sers .
La forêt recouvre un vaste plateau entre les vallées de l'Anguienne au nord-ouest, les Eaux-Claires au sud-ouest, et l'Échelle à l'est. Elle est prolongée par la forêt d'Horte à l'est de cette vallée et au sud-est de Dignac. Elle  fait environ 6 km de long sur 3 km de large, mais est entrecoupée de vastes clairières dont le village de Dirac, ce qui représente une surface entre 1 000 ha et 2 000 ha.
Ce plateau est à une altitude d'environ 160 mètres. Le point culminant est de 183 m situé à proximité de Dignac. Le pied de la forêt est à environ 100 mètres d'altitude.
La forêt est coupée en son centre par la route d'Angoulême à Périgueux (D.939, ancienne N.139), la D.104 Sers-Dirac-Puymoyen, et la D.101 Torsac-Dirac.
La forêt marque aussi la limite entre langue d'oïl à l'ouest (Dirac, Torsac et Garat), et occitan à l'est (Sers et Dignac) .

## Histoire
La forêt de Dirac faisait partie avant le XIIe siècle de la grande forêt de Gros Bosc (d'où le nom de l'abbaye qui porte encore ce nom) qui a été fractionnée par les défrichements entre la forêt de la Braconne, la forêt de Bois Blanc et la forêt d'Horte.

## Géologie
La forêt constitue le parement végétal d'une vaste plaque détritique miopliocène qui recouvre un substratum calcaire crétacé,.
À une période tertiaire mal précisée paléontologiquement, des sables argileux à galets en provenance du Massif central, se sont accumulés sur les terrains sédimentaires avoisinants. Les buttes crétacées les plus élevées portent les vestiges de ces « graviers à plateaux » sur lesquels se développent des forêts et des landes ou brandes à végétation silicole
Le calcaire laisse place progressivement à ce sol formé de sable, d'argile et de galets au-dessus d'environ 150 m d'altitude, et la végétation change totalement.

## Végétation
Taillis et taillis sous futaie, avec une composition variant avec l'altitude, donc le sol.
- châtaigniers en taillis et pins maritimes, espèces calcifuges caractéristiques des sommets décalcifiés, principalement au sud-est
- chênes rouvres (ou sessiles), chênes pédonculés, chênes verts, charmes, pins sylvestres, dans les sous-bois calcaires, plus bas en altitude, ou principalement à l'ouest.

## Nature
La forêt de Dirac est une zone naturelle d'intérêt écologique, faunistique et floristique de classe 1 (petits espaces homogènes) .

## Lieux

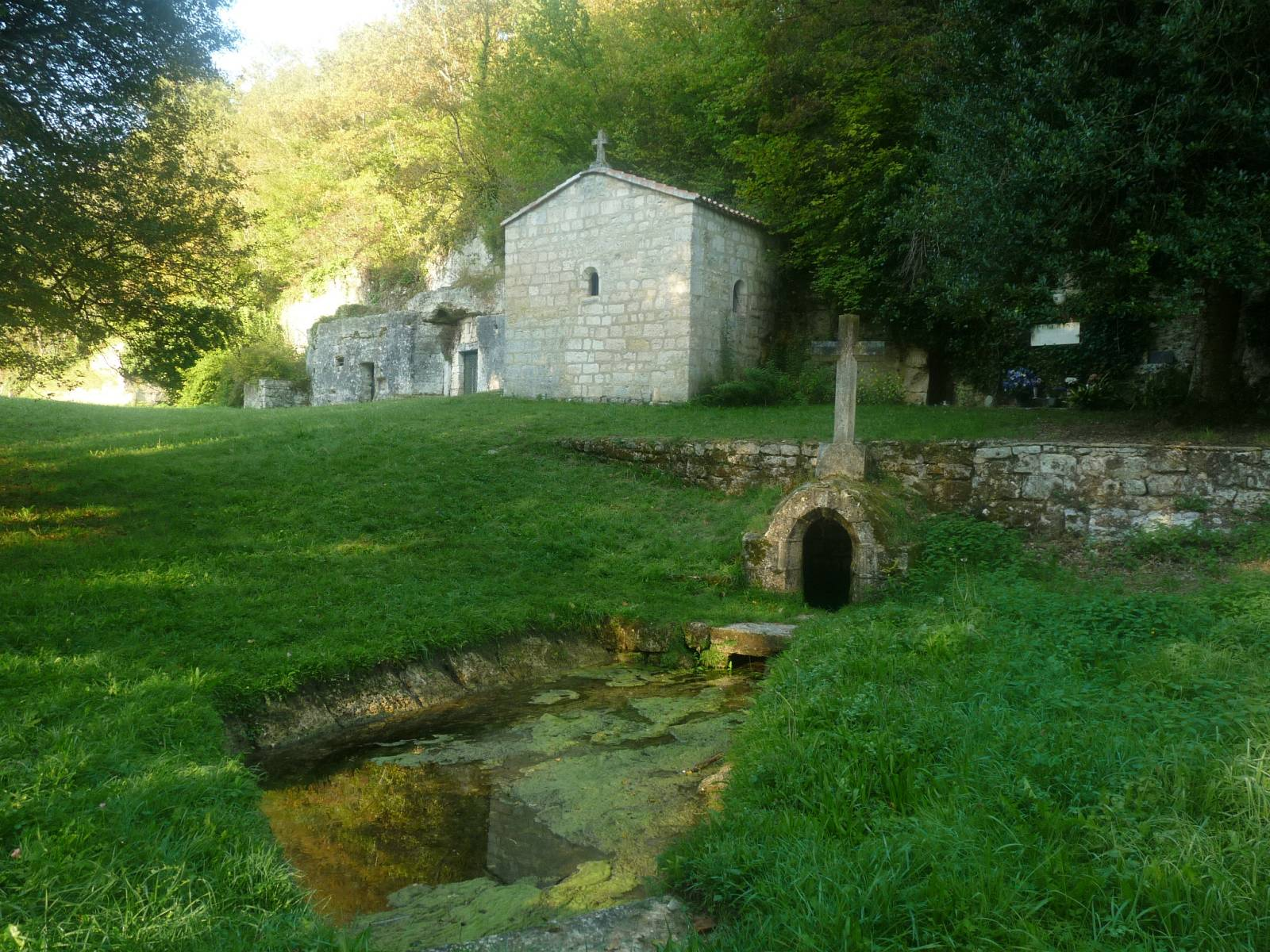
La fontaine miraculeuse de Bellevau

- Fontaine miraculeuse, à Bellevau (commune de Sers), avec chapelle monolithe et ermitage du VIe siècle[9]
- Camp militaire le long de la D.939 (commune de Dirac)

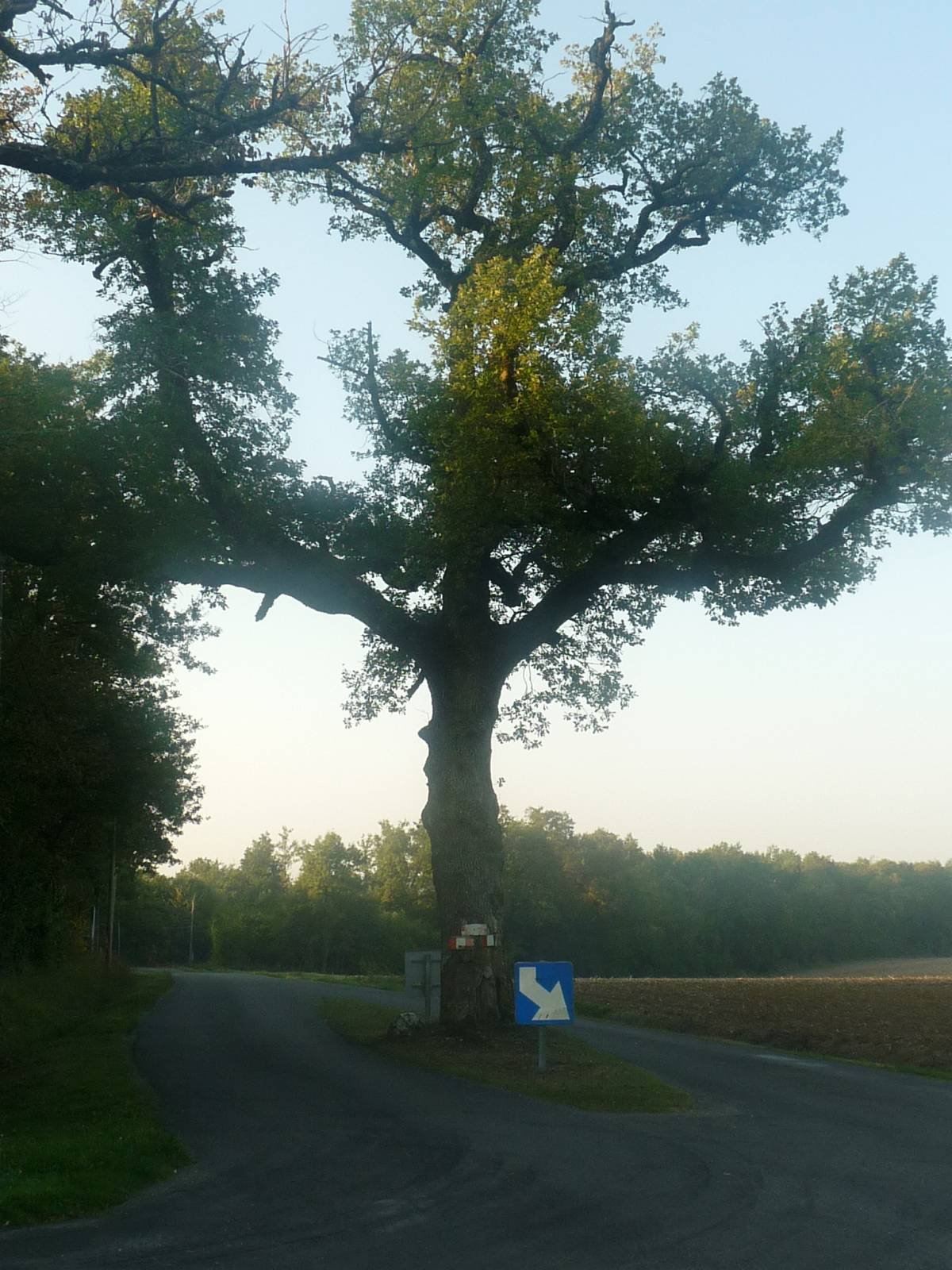
Le Chêne du pendu

- Chêne du pendu, chêne pédonculé âgé de 150 ans, au milieu de la D.101 (route de Torsac à Dirac)
- chêne pédonculé âgé de 300 ans, au Pouyaud (Dirac)[8]
- voie antique Angoulême-Périgueux (le Pouyaud, le Perchet, les Maisons Blanches), embranchement du chemin Boisné
- champignonnières le long de la vallée de l'Échelle
- lavoirs et fontaines en têtes des vallées
- le Trou du Loup, petit gouffre situé au sud de la commune de Dirac
- hameau ancien de Saint-Jean-de-Grâce (limite communes Dirac et Dignac)

## Sentiers de randonnée
Proche de l'agglomération d'Angoulême, la forêt, bien que privée, est sillonnée de plusieurs dizaines de kilomètres sentiers de randonnée. On peut citer sur la lisière nord, aux Ribondaines ::
- le GR 36, reliant la Manche aux Pyrénées-Orientales
- le GR 4, reliant Royan à Grasse, commun avec le GR 36 entre Touvre et Puymoyen
- et avec le GRP « Entre Angoumois et Périgord »